# Villerupt
Villerupt és un municipi francès situat al departament de Meurthe i Mosel·la i a la regió del Gran Est. L'any 2007 tenia 9.580 habitants.

## Demografia

### Població
El 2007 la població de fet de Villerupt era de 9.580 persones. Hi havia 4.325 famílies, de les quals 1.524 eren unipersonals (564 homes vivint sols i 960 dones vivint soles), 1.228 parelles sense fills, 1.149 parelles amb fills i 424 famílies monoparentals amb fills.
La població ha evolucionat segons el següent gràfic:
Habitants censats

### Habitatges
El 2007 hi havia 4.757 habitatges, 4.395 eren l'habitatge principal de la família, 10 eren segones residències i 352 estaven desocupats. 2.825 eren cases i 1.888 eren apartaments. Dels 4.395 habitatges principals, 2.661 estaven ocupats pels seus propietaris, 1.669 estaven llogats i ocupats pels llogaters i 65 estaven cedits a títol gratuït; 114 tenien una cambra, 398 en tenien dues, 1.149 en tenien tres, 1.290 en tenien quatre i 1.444 en tenien cinc o més. 2.471 habitatges disposaven pel capbaix d'una plaça de pàrquing. A 2.125 habitatges hi havia un automòbil i a 1.319 n'hi havia dos o més.

### Piràmide de població
La piràmide de població per edats i sexe el 2009 era:
| Homes | Edats   | Dones |
| ----- | ------- | ----- |
| 2     | 95 o +  | 13    |
| 3     | 90 a 94 | 47    |
| 26    | 85 a 89 | 76    |
| 71    | 80 a 84 | 90    |
| 171   | 75 a 79 | 268   |
| 285   | 70 a 74 | 337   |
| 312   | 65 a 69 | 376   |
| 268   | 60 a 64 | 378   |
| 159   | 55 a 59 | 236   |
| 351   | 50 a 54 | 276   |
| 350   | 45 a 49 | 370   |
| 311   | 40 a 44 | 375   |
| 361   | 35 a 39 | 290   |
| 355   | 30 a 34 | 323   |
| 323   | 25 a 29 | 387   |
| 289   | 20 a 24 | 290   |
| 272   | 15 a 19 | 225   |
| 298   | 10 a 14 | 275   |
| 244   | 5 a 9   | 251   |
| 203   | 0 a 4   | 183   |

## Economia
El 2007 la població en edat de treballar era de 6.058 persones, 4.279 eren actives i 1.779 eren inactives. De les 4.279 persones actives 3.723 estaven ocupades (2.046 homes i 1.677 dones) i 556 estaven aturades (274 homes i 282 dones). De les 1.779 persones inactives 430 estaven jubilades, 472 estaven estudiant i 877 estaven classificades com a «altres inactius».

### Ingressos
El 2009 a Villerupt hi havia 4.089 unitats fiscals que integraven 8.652 persones, la mediana anual d'ingressos fiscals per persona era de 15.899 €.

### Activitats econòmiques
Dels 239 establiments que hi havia el 2007, 2 eren d'empreses extractives, 8 d'empreses alimentàries, 7 d'empreses de fabricació d'altres productes industrials, 24 d'empreses de construcció, 54 d'empreses de comerç i reparació d'automòbils, 7 d'empreses de transport, 15 d'empreses d'hostatgeria i restauració, 4 d'empreses d'informació i comunicació, 16 d'empreses financeres, 26 d'empreses immobiliàries, 15 d'empreses de serveis, 35 d'entitats de l'administració pública i 26 d'empreses classificades com a «altres activitats de serveis».
Dels 80 establiments de servei als particulars que hi havia el 2009, 1 era una comissaria de policia, 2 oficines de correu, 6 oficines bancàries, 3 funeràries, 7 tallers de reparació d'automòbils i de material agrícola, 1 taller d'inspecció tècnica de vehicles, 4 autoescoles, 1 paleta, 5 guixaires pintors, 5 fusteries, 5 lampisteries, 6 electricistes, 2 empreses de construcció, 12 perruqueries, 10 restaurants, 5 agències immobiliàries, 2 tintoreries i 3 salons de bellesa.
Dels 28 establiments comercials que hi havia el 2009, 2 eren supermercats, 1 una botiga de més de 120 m², 4 fleques, 3 carnisseries, 1 una peixateria, 6 botigues de roba, 1 una botiga de roba, 1 una botiga d'equipament de la llar, 1 una sabateria, 1 una botiga de mobles, 1 una botiga de material de revestiment de parets i terra, 3 joieries i 3 floristeries.
L'any 2000 a Villerupt hi havia 4 explotacions agrícoles.

## Equipaments sanitaris i escolars
El 2009 hi havia 1 hospital de tractaments de curta durada, 2 hospitals de tractaments de llarga durada, 2 centres de salut, 5 farmàcies i 1 ambulància.
El 2009 hi havia 2 escoles maternals i 4 escoles elementals. Villerupt disposava d'un col·legi d'educació secundària amb 606 alumnes.

## Poblacions més properes
El següent diagrama mostra les poblacions més properes.